# François Langlois
Pour les articles homonymes, voir Langlois et François Langlois (homonymie).
François Langlois B.A., LL.L., D.D.N., Ph.D.  (né le 6 janvier 1948) fut un avocat, notaire et professeur et homme politique fédéral du Québec.

## Biographie
Né à Sainte-Claire dans la région de Chaudière-Appalaches, François Langlois entama sa carrière politique en devenant député du Bloc québécois dans la circonscription de Bellechasse en 1993. Tentant une réélection dans Bellechasse—Etchemins—Montmagny—L'Islet en 1997, il sera défait par le libéral Gilbert Normand. Il sera à nouveau défait en 2000.
Durant son passage à la Chambre des communes, il fut porte-parole bloquiste affecté au solliciteur général de 1994 à 1997 et en matière d'Affaires parlementaires de 1996 à 1997. Il sera également leader parlementaire adjoint du Bloc québécois et de l'Opposition officielle de 1993 à 1994.